# Dongzhen Shuiku
Dongzhen Shuiku (kinesiska: 东圳水库) är en reservoar i Kina. Den ligger i provinsen Fujian, i den sydöstra delen av landet, omkring 78 kilometer sydväst om provinshuvudstaden Fuzhou. Dongzhen Shuiku ligger 73 meter över havet. Arean är 12,0 kvadratkilometer. I omgivningarna runt Dongzhen Shuiku växer i huvudsak städsegrön lövskog. Den sträcker sig 5,7 kilometer i nord-sydlig riktning, och 7,4 kilometer i öst-västlig riktning.
Genomsnittlig årsnederbörd är 1 642 millimeter. Den regnigaste månaden är augusti, med i genomsnitt 293 mm nederbörd, och den torraste är oktober, med 12 mm nederbörd.